# Briantes

Briantes este o comună în departamentul Indre, Franța. În 1 ianuarie 2022 avea o populație de 596 de locuitori.